# Sandhamn
För andra betydelser, se Sandhamn (olika betydelser).
Sandhamn är ett samhälle och en lotsplats på norra sidan av Sandön och en småort i Värmdö kommun i Uppland. Ön är belägen på den 59:e breddgraden i Djurö socken invid Sandhamnsleden i Stockholms skärgård.
Ön, som till stor del är täckt med tallskog, har många klippblock och genomlöps av en stor sandås.
Läget långt ute i havsbandet har gjort platsen till en omtyckt vistelseort för sommargäster och seglare. Sandhamn är centrum för KSSS sommaraktiviteter och därmed en klassisk startplats för flera regattor, bland annat Sandhamnsregattan. Gästhamnar finns vid Sandhamns seglarhotell samt på närliggande Lökholmen som trafikeras av en kostnadsfri passbåt. Badstränder finns bland annat i Trouville på sydöstra sidan av ön samt vid Fläskberget på nordvästra sidan.
Sandhamn trafikeras av bland andra Waxholmsbolaget med båtar från Stockholm, Vaxholm och Stavsnäs. Det finns flera hotell och restauranger, av vilka Sandhamns Värdshus med anor från 1600-talet är den mest klassiska. Även Sandhamnsbageriet med sin välkända och årligen återkommande seglarbulle, Seglarhotellet med Seglarrestaurangen och Dykarbaren är populära inrättningar. Sandhamn är känt för ett intensivt uteliv om somrarna och anses vara ett tillhåll för de mer välbärgade.
År 1710 anlades vid Sandhamn en stjärnskans med ett artilleribatteri inuti till inloppets försvar. Efter första världskrigets slut fick befästningen förfalla.

## Historia
På medeltiden skrev man ofta Swea Sandhö för att inte förväxla Sandön med Gotska Sandön. Numera används ofta namnet på den gamla tull- och lotsplatsen, Sandhamn, som namn för hela ön.

### Betesholme
Till en början var Sandön bara en betesholme för Eknö hemman. Under 1500-talet var ön beskattad för två kor. Öns hamn användes också som ankringsplats för de stora segelfartygen som väntade ut sommarens stiltje, höstens stormar eller på att vinterns isar skulle släppa taget om skärgården. Sandö hamn var även den plats där Gustav Vasas flotta ankrade upp i väntan på slaget mot Kristian II.

### Tullen kommer
Runt 1670 upptäckte tullen öns strategiska läge och öppnade en tullstation. I och med tullens etablering började en liten by växa fram. Under rysshärjningarna sommaren 1719 brändes all bebyggelse ner till grunden men efter något år hade allt byggts upp igen. 1726 öppnades Sandhamnsleden för utländska fartyg och tullens verksamhet ökade. År 1752 behövde tullen en större byggnad och det stora tullhuset uppfördes. Huset, som byggdes i sten, ritades av slottsarkitekten Carl Hårleman. För att ge plats åt huset revs eller flyttades flera byggnader, bland annat flyttades Sandhamns Värdshus som hade byggts några år tidigare.

### Sandhamn växer
Lotsarna bodde från början på Eknö men flyttade under mitten av 1800-talet till Sandhamn. Med både tull- och lotsstation växte Sandhamn snabbt och fler hus byggdes. 1880 hade byn runt 300 invånare. Vid slutet av 1800-talet kom ångbåtarna och med dem sommargästerna och turisterna. 1897 byggdes KSSS klubbhus och då kom även fritidsseglarna. Klubbhuset ritades av Fredrik Lilljekvist och används idag som hotell och konferenslokaler.

### Gotland Runt
Under 1900-talet blev Sandhamn allt mer en seglarmetropol och 1939 anordnades den andra Gotland Runt-seglingen som nu fick målet vid Sandhamn. Den första Gotland Runt-seglingen 1937 hade Visby både som start och mål. 1963 flyttades även starten till Sandhamn. Sedan 2012 startar tävlande båtar från Stockholm medan målgång alltjämt sker i Sandhamn, där det traditionellt bjuds på regattamiddag på Sandhamn Seglarhotell.

### Befolkningsutveckling
| Befolkningsutvecklingen i Sandhamn 1900–2015 | Befolkningsutvecklingen i Sandhamn 1900–2015 | Befolkningsutvecklingen i Sandhamn 1900–2015 | Befolkningsutvecklingen i Sandhamn 1900–2015 | Befolkningsutvecklingen i Sandhamn 1900–2015 |
| --- | -------------------------------------------- | -------------------------------------------- | -------------------------------------------- | -------------------------------------------- |
| |                                              |                                              |                                              |                                              |
| År |                                              |                                              | Folkmängd                                    | Areal (ha)                                   |
| 1900 | 1900                                         |                                              | 187                                          | †                                            |
| 1950 | 1950                                         |                                              | 227                                          | ##                                           |
| 1960 | 1960                                         |                                              | 163                                          | ¤                                            |
| 1990 | 1990                                         |                                              | 61                                           | 18#                                          |
| 1995 | 1995                                         |                                              | 91                                           | 27#                                          |
| 2000 | 2000                                         |                                              | 113                                          | 27#                                          |
| 2005 | 2005                                         |                                              | 108                                          | 27#                                          |
| 2010 | 2010                                         |                                              | 85                                           | 26#                                          |
| 2015 | 2015                                         |                                              | 111                                          | 54#                                          |
| Anm.: † Som köpingsliknande samhälle 1900. ## Som tätort/befolkningsagglomeration 1920–1950. ¤ Som tätortsbebyggelse med 150-199 invånare # Som småort. |                                              |                                              |                                              |                                              |

## Bilder

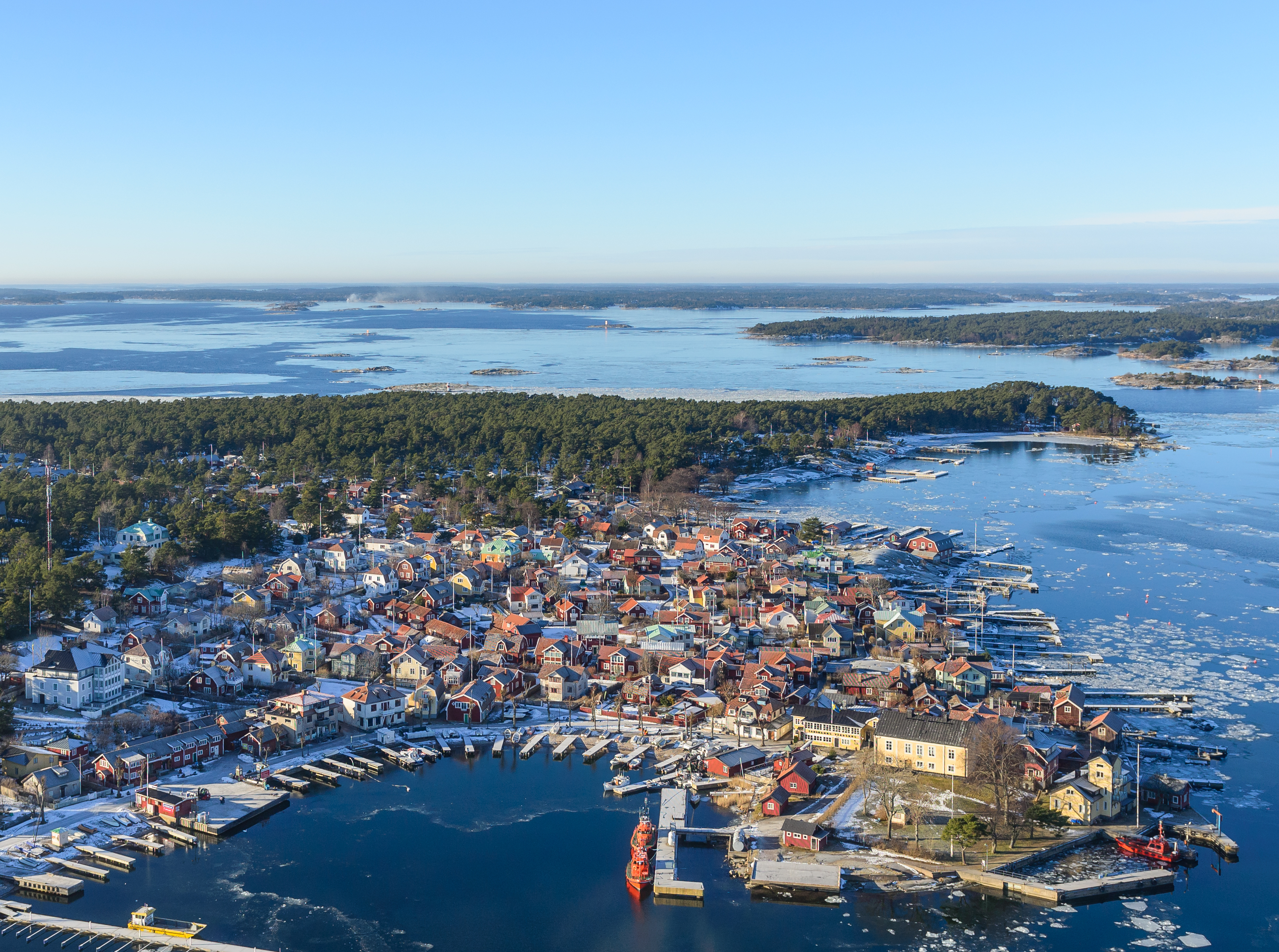
Den gamla bebyggelsen i Sandhamn sedd från luften.
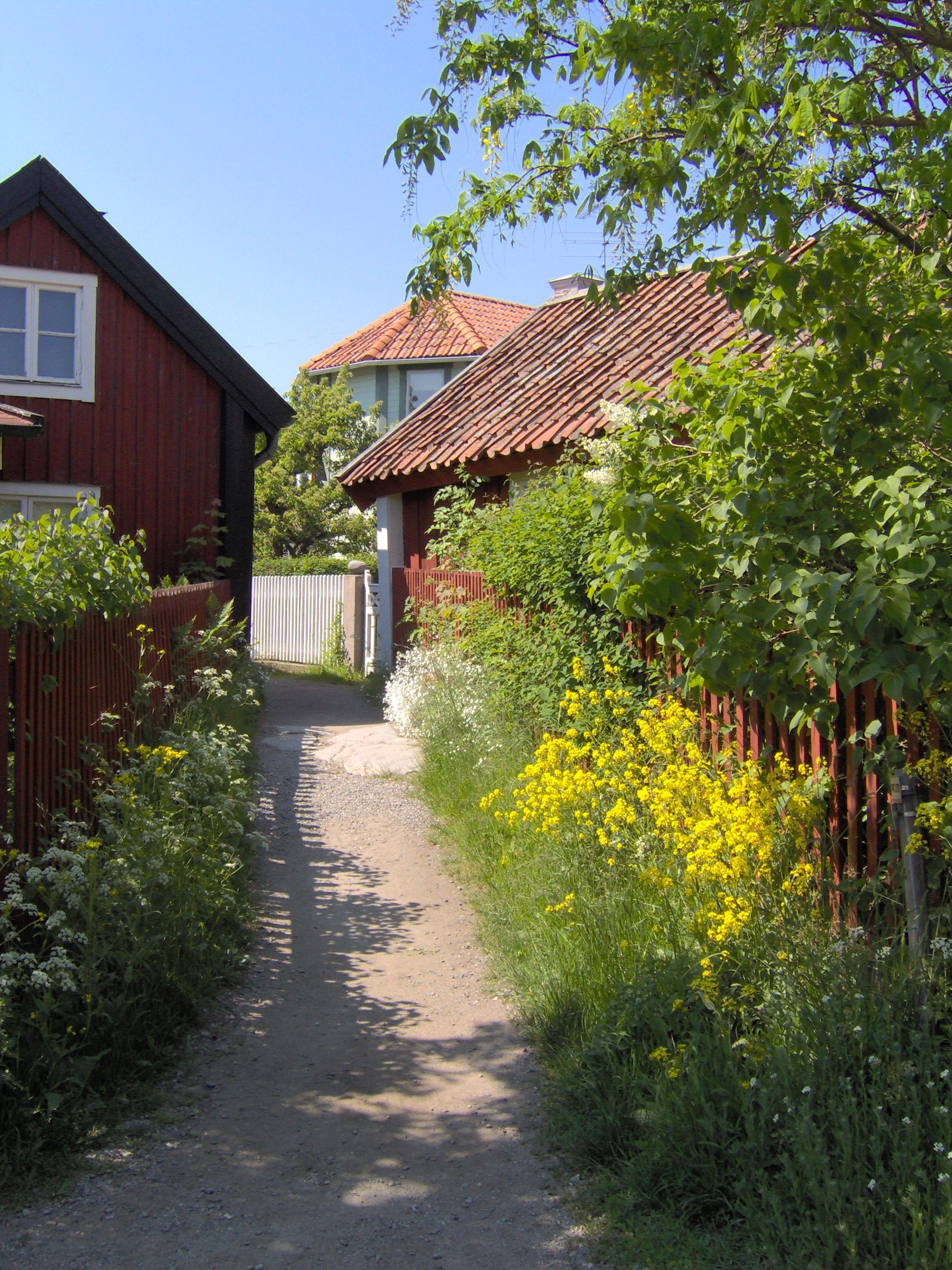
Sandhamn saknar gator, endast större och mindre stigar finns mellan husen.
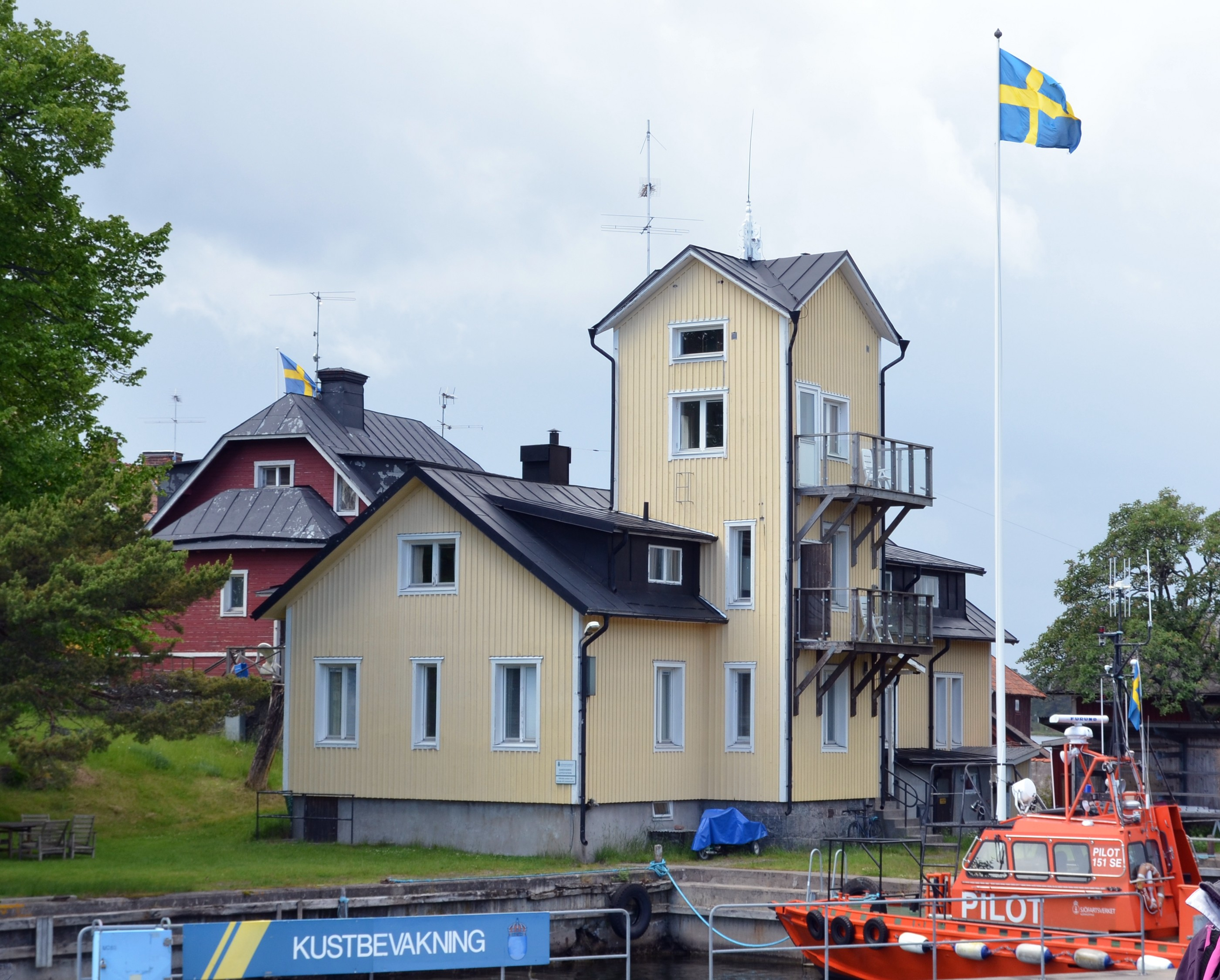
Sandhamns lotsstation som även är en fyr. Fyrljuset i det översta fönstret lyser ut över inloppet från väster.
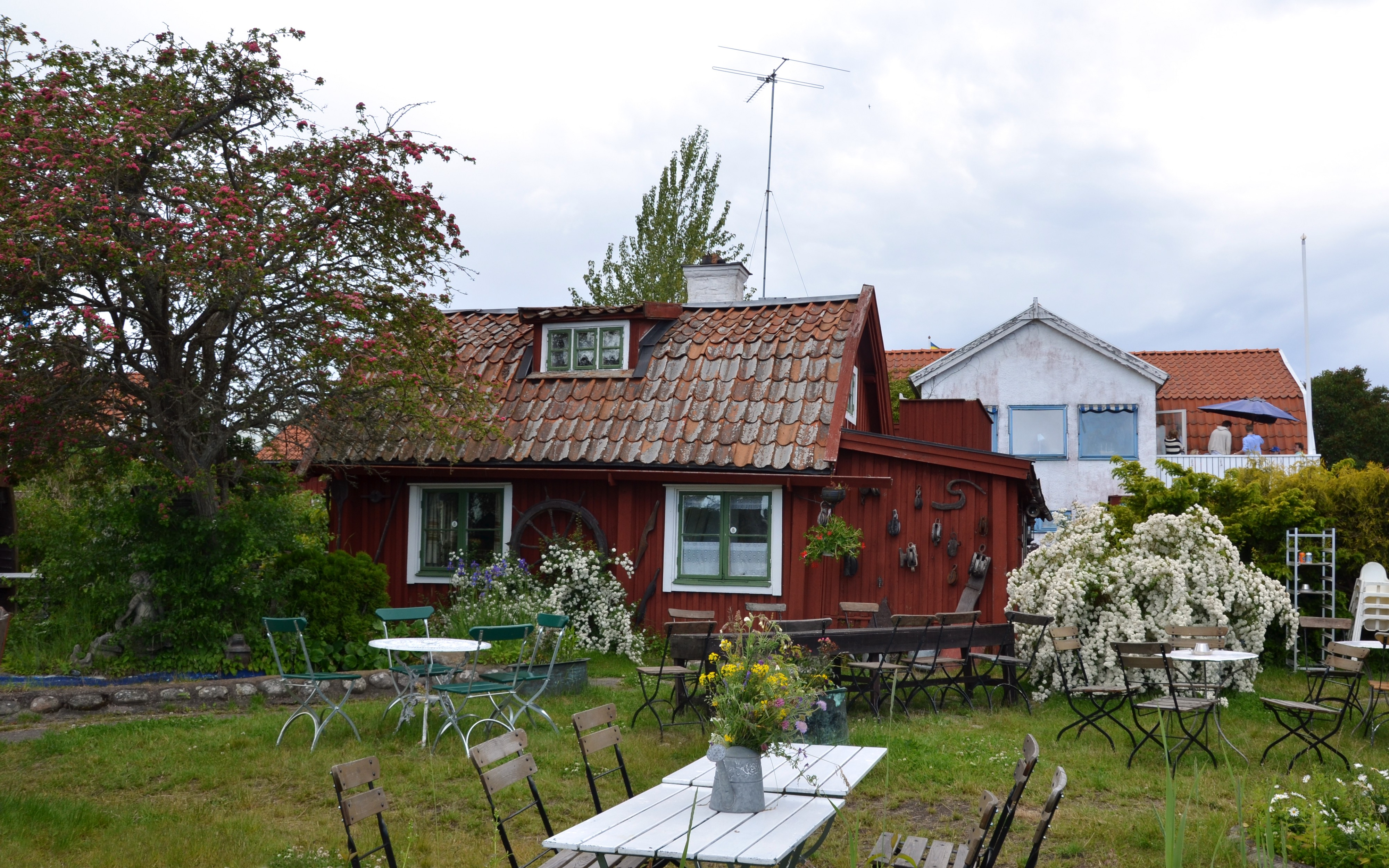
Strindbergsgården.
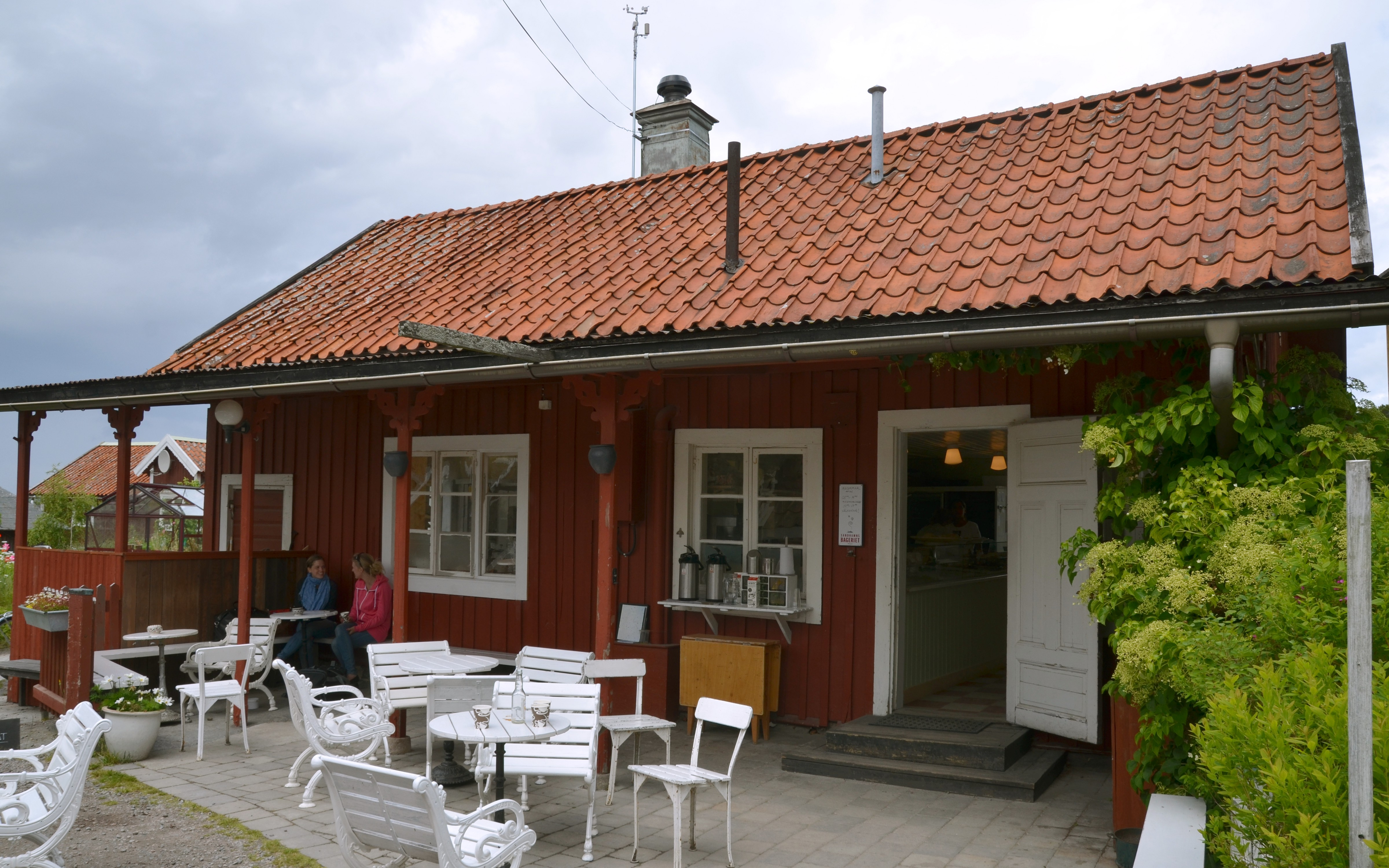
Sandhamns bageri.
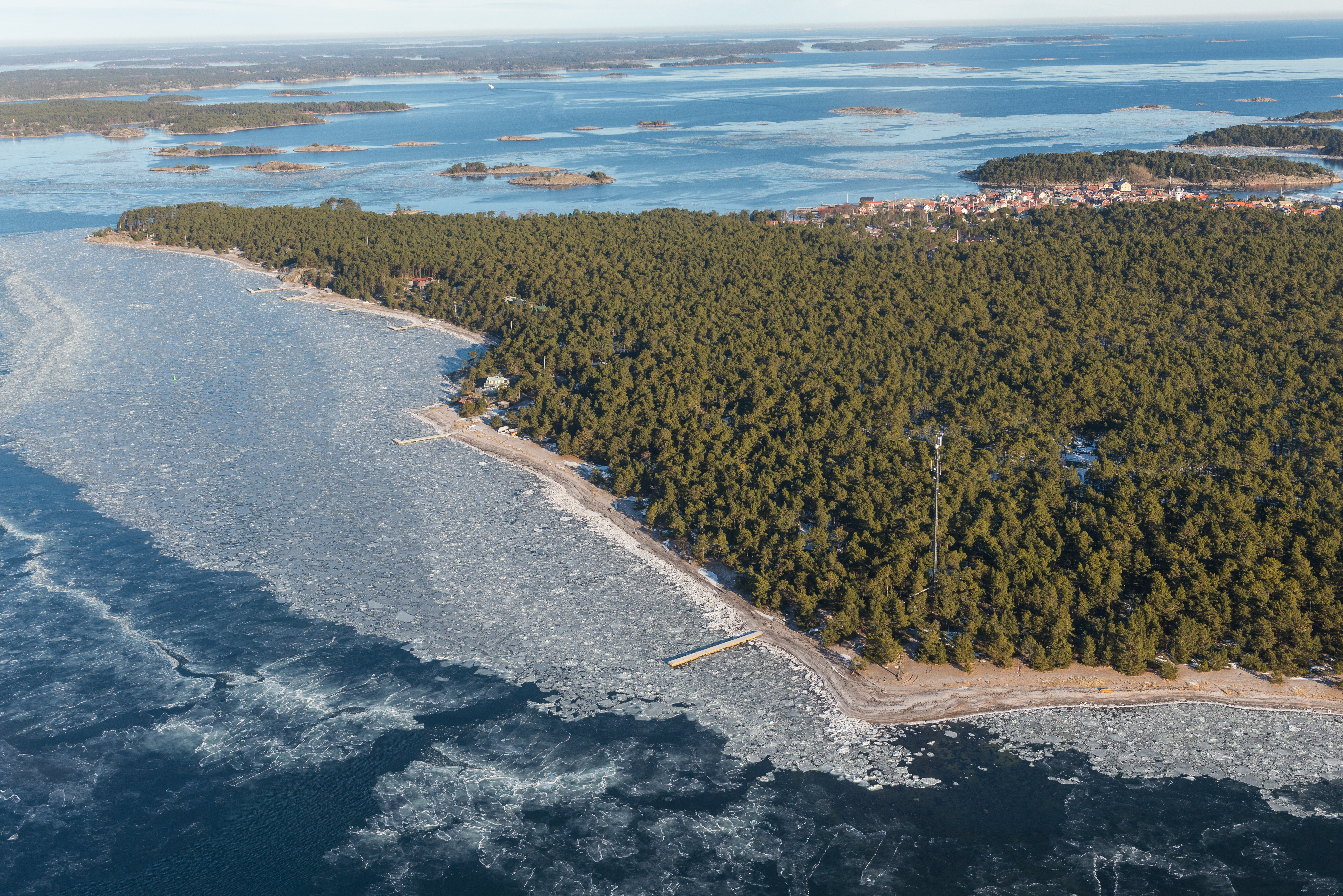
Sandöns västra del.
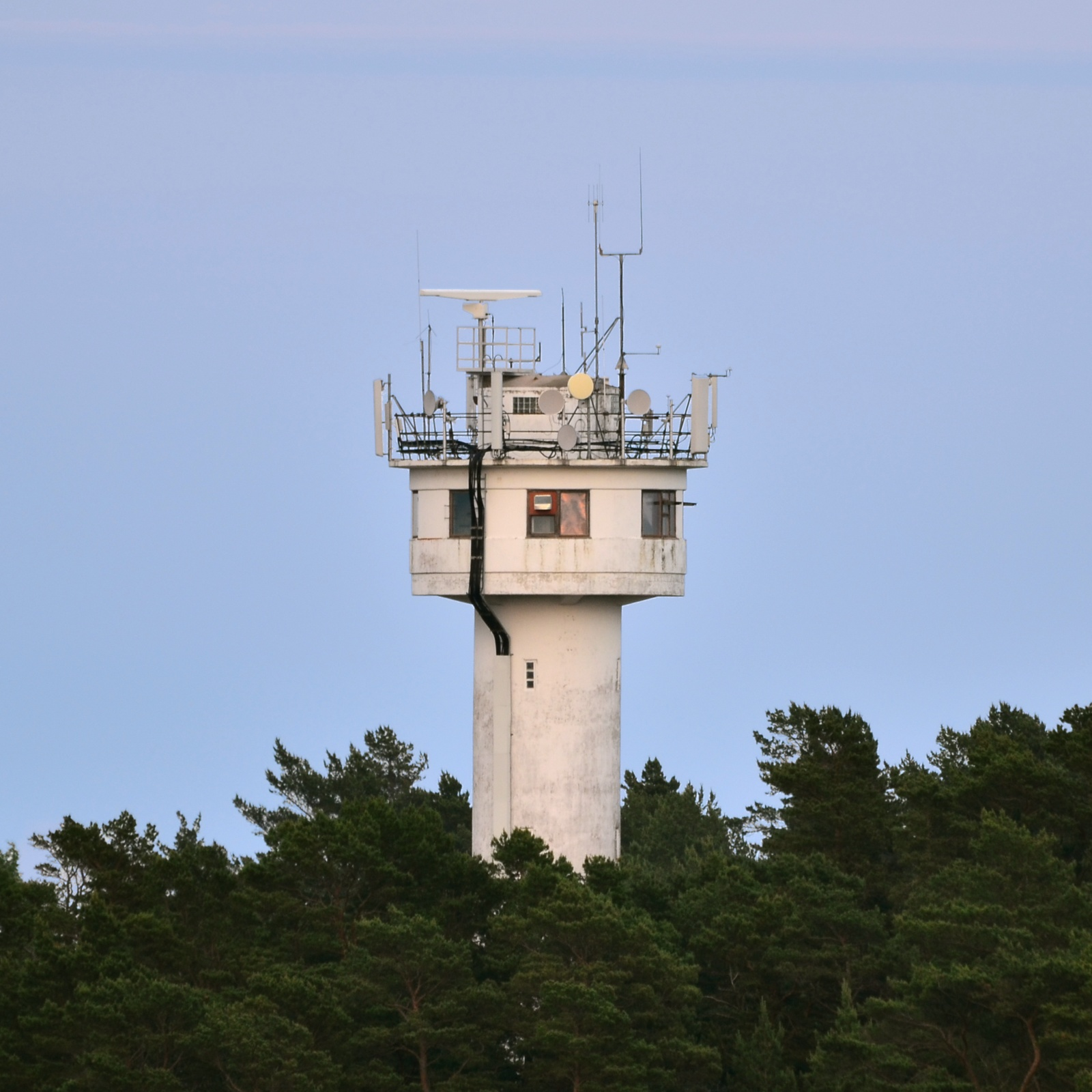
Lotsutkiken i Sandhamn.
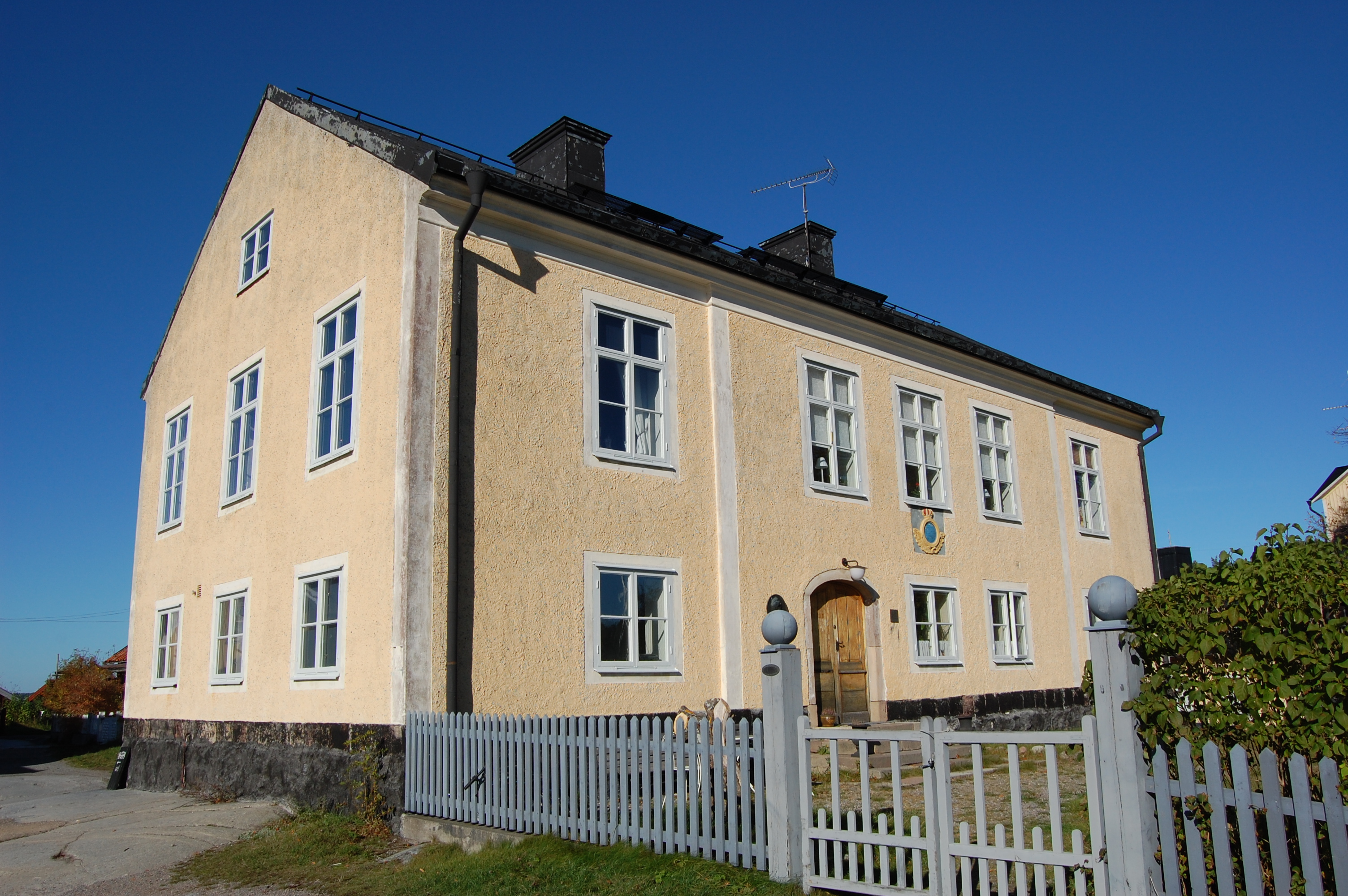
Sandhamns tullhus